# Boubacar Sidiky Diallo
Pour les articles homonymes, voir Diallo.
Boubacar Sidiky Diallo est un député et homme politique guinéen. Il est député à l'Assemblée nationale guinéenne entre 2020 et 2021.

## Biographie
Boubacar Sidiky Diallo est un économiste de développement, formé dans les universités Gamal-Abdel-Nasser de Conakry et Pierre-Mendès-France[réf. nécessaire].
Il est expert sur les questions de décentralisation, de développement local et de coopération, consultant et collabore notamment avec le gouvernorat de la ville de Conakry, il est chargé de cours dans plusieurs universités.

### Parcours politique
Il est membre du parti de l'Alternance démocratique pour le changement du bloc de l’opposition constructive (ADC-BOC) de l'ancien député Ibrahima Sory Diallo,. Il est élu député sous l'étiquette de ce parti le 22 avril 2020 et reste en poste jusqu'au 5 septembre 2021. Il est durant son mandat le 2e vice-président de la Commission des lois, de l'administration général, de la justice et des droits humains.